# José Manuel Pureza
José Manuel Marques da Silva Pureza (Coimbra, 18 de dezembro de 1958) é um professor universitário e político português. Foi deputado pelo Bloco de Esquerda na Assembleia da República e um dos quatro vice-presidentes desta. Conhecido por ter sido o único deputado do Bloco de Esquerda católico.

## Biografia
Licenciado em Direito e doutorado em Sociologia, é professor universitário de Relações Internacionais na Faculdade de Economia da Universidade de Coimbra e investigador do Centro de Estudos Sociais, onde coordena o Núcleo de Estudos para a Paz.
É militante do Bloco de Esquerda (BE), pelo qual foi deputado eleito à Assembleia da República (AR), pelo círculo eleitoral de Coimbra, na XI Legislatura (de 2009 a 2011), na XIII Legislatura (de 2015 a 2019) e na atual XIV legislatura (desde 2019). Na XI Legislatura da AR, foi líder do Grupo Parlamentar do BE e, na XIII Legislatura, é um dos vice-presidentes da AR.
Entre as XI e XIII legislaturas, foi candidato às eleições legislativas de 2011 para a XII Legislatura, não tendo sido eleito. Nas eleições presidenciais de 2006 foi mandatário nacional da candidatura de Francisco Louçã.
É católico praticante.
José Manuel Pureza é pai de Manuel Pureza, produtor cinematográfico e diretor de programas de televisão.